# Acido omogentisico
L'acido omogentisico, o acido 2,5-diidrossifenil-acetico, meno comunemente conosciuto con il nome di acido melanico, è un acido fenolico recentemente individuato nel miele dell' Arbutus unedo (corbezzolo).
Esso è anche presente in colture di batteri patogeni, Xanthomonas campestris pv. phaseoli, come pure nel lievito Yarrowia lipolytica dove esso è associato alla produzione di pigmento marrone.

## Patologia umana
In caso di alcaptonuria, l'assenza dell'enzima omogentisato 1,2-diossigenasi (tipicamente dovuta a mutazione) comporta l'accumulo di acido omogentisico e della sua forma ossidata, l'alcaptone, escreto con le urine. Esso, infatti, interviene nel catabolismo di aminoacidi aromatici come la  fenilalanina e la tirosina.